# Roger Sperry
Roger Wolcott Sperry (Hartford, 20 augustus 1913 – Pasadena, 17 april 1994) was een Amerikaans neuropsycholoog. In 1981 won hij de Nobelprijs voor Fysiologie of Geneeskunde voor zijn split-brain onderzoek. Hij deelde de prijs met David Hubel en Torsten Wiesel, die de prijs voor een ander onderzoek kregen.

## Biografie
Sperry werd geboren in Hartford (Connecticut) als zoon van de bankier Francis Bushnell Sperry en Florence Kraemer Sperry. Toen hij elf was overleed zijn vader. Sperry volgde Oberlin College waar hij in 1935 een graad in Engels haalde. Hij besloot op Oberlin te blijven en haalde er in 1937 zijn masters diploma in psychologie. In 1941 haalde hij zijn Ph.D. aan de Universiteit van Chicago. Sperry deed vervolgens post-doctoraal onderzoek bij Karl Lashley aan Harvard-universiteit. Hij bekleedde academische posities aan zowel de Harvard-universiteit als de Universiteit van Chicago. In 1954 werd hij benoemd tot Hixon professor in de psychobiologie aan het California Institute of Technology (CalTech) te Pasadena, waar hij aanbleef tot aan zijn pensionering in 1984.

## Werk
Volgens Paul Weiss, de hoogleraar in Chicago bij wie Sperry studeerde, bestond het neurale netwerk dat zintuigen en spieren met de hersenen verbindt, uit een hoeveelheid lukraak met elkaar verbonden zenuwen die grotendeels uitwisselbaar waren en geen specifieke functie hadden. Sperry toonde in zijn eerste experimenten aan dat dit niet juist was; circuits in de hersenen ontwikkelen zich vroeg en liggen vervolgens min of meer vast. 
Sperry's naam is vooral verbonden aan het zogenaamde split-brainonderzoek, het onderzoek naar het functioneren van de twee hersenhelften. Beide hersenhelften zijn onderling verbonden door de hersenbalk (corpus callosum), een witte vezelmassa die verantwoordelijk is voor de communicatie tussen de twee helften. Bij het onderzoek, waarvoor hij later de Nobelprijs ontving, onderzocht Sperry samen met Ronald Myers epilepsiepatiënten bij wie, om nieuwe aanvallen te voorkomen, de hersenbalk was doorgesneden. Na de operatie waren er nog slechts zeer beperkte verbindingen tussen de beide hersenhelften. Sperry en zijn collega's lieten de patiënten taken uitvoeren waarvan bekend is dat ze door een specifieke hersenhelft worden uitgevoerd. Zij toonden aan dat de twee hersenhelften wat leren en onthouden betreft een eigen bewustzijn hadden en dat de linkerhelft vooral als functies heeft: abstract denken en logische analyse, taalgebruik en besturing van het zenuwstelsel, en de rechterhelft voornamelijk patroon- en ruimtelijkheidherkenning, concreet denken, geluidsinterpretatie en muziek.
Sperry trouwde in 1949 met Norma Gay Deupree. Het paar had een zoon, Glenn Michael, en een dochter, Janet Hope. Naast de Nobelprijs in 1981 werd Sperry ook onderscheiden met de Lasker Award (1979), de Wolfprijs in de Geneeskunde (1979) en de National Medal of Science (1989).